# Оптимист (једрење)
Класа оптимист је веома популарна мала једрилица за једну особу, намењена деци до 15 година. У свету је регистровано око 132.000 примерака ове једрилице. Гради се од пластике ојачане фибергласом, мада су још у употреби дрвене једрилице ове класе. Једрилицу класе оптимист је дизајнирао Кларк Милс 1947, а она је стандардизована 1960. и 1995. 
Једрилице класе оптимист су најчешћи тип једрилице који се користи за тренинг почетника у једрењу, у узрасту 7-15 година. Око 60% будућих једриличара је започело да тренира управо на оптимисту. 